# Feng Xiaoting
Feng Xiaoting (馮瀟霆T, 冯潇霆S, Féng XiāotíngP; Dalian, 22 ottobre 1985) è un ex calciatore cinese, di ruolo difensore.

## Carriera

### Club
Dopo aver giocato con varie squadre cinesi, nel 2010 si trasferisce alla squadra sudcoreana del Jeonbuk Hyundai Motors.

### Nazionale
Ha partecipato ai Mondiali Under-20 del 2005 ed ai Giochi Olimpici del 2008.
Dal 2004 ha indossato più volte la maglia della nazionale cinese, con cui ha anche partecipato alla Coppa d'Asia 2019.

## Statistiche

### Cronologia presenze e reti in nazionale
| Cronologia completa delle presenze e delle reti in nazionale ― Cina | Cronologia completa delle presenze e delle reti in nazionale ― Cina | Cronologia completa delle presenze e delle reti in nazionale ― Cina | Cronologia completa delle presenze e delle reti in nazionale ― Cina | Cronologia completa delle presenze e delle reti in nazionale ― Cina | Cronologia completa delle presenze e delle reti in nazionale ― Cina | Cronologia completa delle presenze e delle reti in nazionale ― Cina | Cronologia completa delle presenze e delle reti in nazionale ― Cina |
| Data                                                                | Città                                                               | In casa                                                             | Risultato                                                           | Ospiti                                                              | Competizione                                                        | Reti                                                                | Note                                                                |
| ------------------------------------------------------------------- | ------------------------------------------------------------------- | ------------------------------------------------------------------- | ------------------------------------------------------------------- | ------------------------------------------------------------------- | ------------------------------------------------------------------- | ------------------------------------------------------------------- | ------------------------------------------------------------------- |
| 07-01-2019                                                          | al-'Ayn                                                             | Cina                                                                | 2 – 1                                                               | Kirghizistan                                                        | Coppa d'Asia 2019 - 1º turno                                        | -                                                                   |                                                                     |
| 11-01-2019                                                          | Abu Dhabi                                                           | Filippine                                                           | 0 – 3                                                               | Cina                                                                | Coppa d'Asia 2019 - 1º turno                                        | -                                                                   | 73’                                                                 |
| 20-01-2019                                                          | al-'Ayn                                                             | Thailandia                                                          | 1 – 2                                                               | Cina                                                                | Coppa d'Asia 2019 - Ottavi di finale                                | -                                                                   |                                                                     |
| 24-01-2019                                                          | Abu Dhabi                                                           | Cina                                                                | 0 – 3                                                               | Iran                                                                | Coppa d'Asia 2019 - Quarti di finale                                | -                                                                   | 28’                                                                 |
| 21-03-2019                                                          | Nanning                                                             | Cina                                                                | 0 – 1                                                               | Thailandia                                                          | Cina Cup 2019 - Semifinale                                          | -                                                                   | cap.                                                                |
| Totale                                                              |                                                                     | Presenze                                                            | 5                                                                   |                                                                     | Reti                                                                | 0                                                                   |                                                                     |

## Palmarès

### Club

#### Competizioni nazionali
- Campionato cinese: 9

Dalian Shide: 2005
Guangzhou Evergrande: 2011, 2012, 2013, 2014, 2015, 2016, 2017, 2019
- Coppa della Cina: 4

Dalian Shide: 2005
Guangzhou Evergrande: 2012, 2016
Shanghai Shenhua: 2023
- Supercoppa di Cina: 4

Guangzhou Evergrande: 2012, 2016, 2017, 2018

#### Competizioni internazionali
- AFC Champions League: 2

Guangzhou Evergrande: 2013, 2015

### Nazionale
- Coppa dell'Asia orientale: 2

2005, 2010